# Pere Tomàs
Pere Tomàs Noguera (Llucmajor), 5 de setembro de 1989) é um basquetebolista profissional espanhol que atualmente defende o RETAbet.es Bilbao na Liga Endesa.

## Prêmios e Títulos

### Clubes
- Campeão da ULEB Eurocup 2007-08 com DKV Joventut
- Campeão da Copa do Rei 2008 com DKV Joventut
- Campeão do Circuito Sub 20 com o DKV Joventut

### Seleção Espanhola
- Medalha de Bronze nos Campeonatos Europeus Sub 16 (2005), Sub 18 (2006) e Sub 20 (2008 e 2009)

### Premiações individuais
- MVP da Fase final do Circuito Sub 20 com o DKV Joventut

## Ligações Externas
- Perfil de Pere Tomàs no Twitter no X
- Perfil de Pere Tomàs no sítio ACB.com